# Marianne Pettersen
Marianne Pettersen (n. 12 aprilie 1975, Oslo, Norvegia) este o fotbalistă norvegiană, medaliată olimpică. A participat la 2 ediții ale Jocurilor Olimpice (1996, 2000) în care a câștigat o medalie de aur și o medalie de bronz.